# Archaeopithecus rogeri
Archaeopithecus rogeri è un mammifero notoungulato estinto, probabilmente appartenente ai tipoteri. Visse nell'Eocene medio (circa 48 - 40 milioni di anni fa) e i suoi resti fossili sono stati ritrovati in Argentina.

## Descrizione
Ciò che si conosce di questo animale sono numerosi resti cranici, tra cui un cranio pressoché completo, denti e mandibole. Dal confronto con altri animali simili ma meglio conosciuti, si suppone che Archaeopithecus fosse un animale di piccole dimensioni dall'aspetto di un roditore, e il peso doveva essere inferiore ai due chilogrammi. Il muso era più alto rispetto a quello di Notopithecus, ma dotato di un rostro più lungo; la mandibola era spessa e corta, e la sinfisi mandibolare era particolarmente massiccia, corta e ampia. Le bolle timpaniche erano di taglia moderata.
Archaeopithecus era dotato di incisivi conici, così come i canini, e di premolari superiori di forma triangolare, privi di ipocono. I premolari e i molari possedevano un forte parastilo e una piega del paracono. Al contrario di numerosi altri notoungulati di piccole dimensioni dell'Eocene, come Notopithecus e Oldfieldthomasia dotati di denti a corona bassa, Archaeopithecus mostrava una dentatura quasi ipsodonte (a corona alta) e vi erano corti diastemi tra i denti anteriori. I denti di Archaeopithecus mostrano una notevole variabilità occlusale nel corso dello sviluppo, associata alla variazione nelle dimensioni dentarie dovuta all'usura: con il procedere dell'usura dentaria, i molari superiori divenivano più ampi, mentre i molari inferiori divenivano ampi e corti. 

## Classificazione
Descritto per la prima volta nel 1897 da Florentino Ameghino, Archaeopithecus rogeri è noto per numerosi fossili provenienti dall'Argentina in terreni dell'Eocene medio. Successivamente sono state descritte varie specie di notoungulati di piccole dimensioni provenienti da terreni medio-eocenici dell'Argentina, tra cui Acropithecus tersus e Acropithecus rigidus. Studi successivi hanno provato a far luce su questa confusione tassonomica; più di recente, una revisione dei fossili ha indicato che tutte queste specie sarebbero in realtà ascrivibili alla specie originale, Archaeopithecus rogeri (Vera, 2017). 
Archaeopithecus e Acropithecus, inizialmente, vennero considerati da Ameghino antenati delle scimmie (da qui il nome Archaeopithecus, "scimmia arcaica", e Acropithecus, "scimmia alta"), ma successivamente sono stati correttamente attribuiti ai notoungulati. Non è chiaro a quale gruppo di notoungulati appartenga Archaeopithecus; questo animale è considerato appartenere agli Archaeopithecidae, una famiglia di piccoli notoungulati simili al meglio conosciuto Notopithecus, e distinguibili per i caratteristici incisivi e canini conici e per i molari quasi ipsodonti. E' inoltre possibile che Archaeopithecus fosse un membro arcaico dei tipoteri, un gruppo di notoungulati simili a roditori. Una forma simile era Teratopithecus.